# Archives photographiques Notman

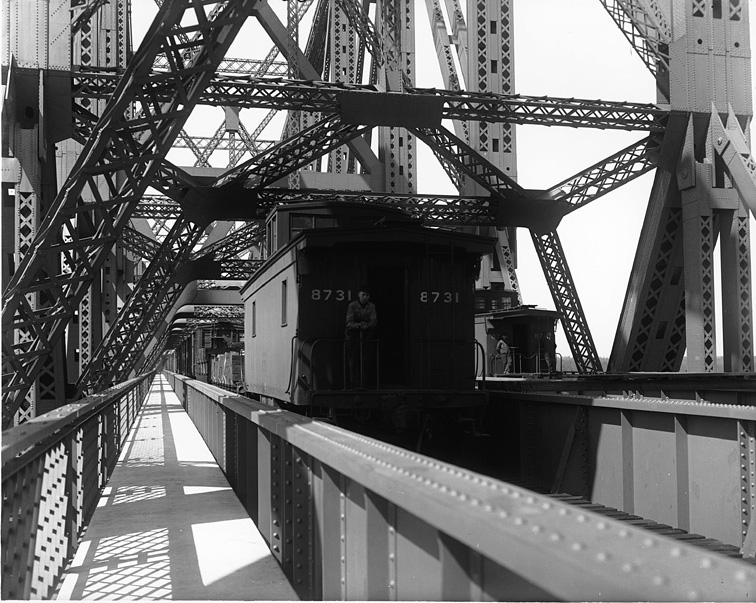
Le pont de Québec, vers 1917.

Les Archives photographiques Notman constituent un fonds d'archives photographiques comprenant principalement des images collectionnées à l'origine par le photographe William Notman. Ce fonds est conservé par le Musée McCord d'histoire canadienne à Montréal, Québec. Composées de milliers d’images représentant des paysages, des personnalités, des familles, des lieux, des événements et des scènes de la vie quotidienne, les archives Notman constituent une ressource visuelle précieuse pour retracer l’évolution de Montréal, du Québec et du Canada, depuis les années 1840 jusqu'à nos jours. Depuis mai 2025, ce fonds figure au registre international Mémoire du monde de l’UNESCO.

## Profil
Acquise en 1955 par l’Université McGill, cette collection est aujourd’hui conservée au Musée McCord Stewart. Les institutions, les chercheurs et chercheuses du monde entier consultent ces archives.
Les archives photographiques Notman regroupent plus de 400 000 photographies originales et 200 000 négatifs sur verre produits entre le 19e et le 20e siècle par le studio du photographe écossais William Notman (1826–1891). Chaque négatif sur verre est accompagné d'un tirage papier qui est identifié, répertorié et classé par ordre numérique dans l'un des 200 albums, et par ordre alphabétique dans l'un des 43 autres albums. Actif de 1856 à 1935, le studio a documenté une grande variété de sujets, allant des portraits de l’élite montréalaise aux paysages canadiens, en passant par les grands chantiers d’infrastructures comme le pont Victoria ou le chemin de fer du Canadien Pacifique. La période principale de ces archives s'étend de1840 à1935. 
Cette collections comprend également environ 800 000 images prises par d'autres photographes (du XIXe siècle à nos jours), dont des personnalités connues comme Alexander Henderson et John Taylor.
Les Archives photographiques Notman ont été ajoutées en mai 2025 au registre international Mémoire du monde de l’UNESCO. Ce fonds avait été reconnu en 2019 au registre de la Mémoire du monde du Canada de l’UNESCO. Cette reconnaissance souligne leur importance exceptionnelle pour l’histoire du Canada et du monde. Grâce à un vaste travail de numérisation, ces archives sont désormais accessibles au public à l’échelle internationale.